# Thorsten Ruthe
Thorsten Ruthe (* 9. November 1983) ist ein ehemaliger deutscher Footballspieler.

## Laufbahn
Ruthe wechselte 2006 vom Zweitligisten Hannover Musketeers zu den Braunschweig Lions und damit in die höchste deutsche Spielklasse GFL. Der 1,81 Meter messende Linebacker wurde in seinem ersten Braunschweiger Jahr deutscher Meister und wiederholte den Erfolg mit der Mannschaft in den Jahren 2007 und 2008. Ruthe ging in die Landeshauptstadt Niedersachsens zurück und verstärkte die Hannover Spartans, anschließend pausierte der gelernte Industriemechaniker, der später Betriebswirtschaftslehre studierte. 2013 spielte Ruthe wieder für Braunschweig und wurde mit der Mannschaft in diesem Jahr sowie 2014 jeweils erneut deutscher Meister. Im Juli 2014 stand er zudem mit Braunschweig im Eurobowl, dort verlor man aber gegen die Berlin Adler. Er spielte bis zum Ende der Saison 2014 in Braunschweig.